# Jiří Škvára
Jiří Škvára (* 4. dubna 1947) je bývalý český fotbalista. Po skončení aktivní kariéry působil jako trenér.

## Fotbalová kariéra
V československé lize hrál za SONP Kladno. Nastoupil ve 35 ligových a dal 1 ligový gól.

## Ligová bilance
| Ročník                                     | Zápasy | Góly | Klub              |
| ------------------------------------------ | ------ | ---- | ----------------- |
| 1. československá fotbalová liga 1964/1965 | 5      | 1    | SONP Kladno       |
| 1. československá fotbalová liga 1969/1970 | 30     | 0    | SONP Kladno       |
| 2. československá fotbalová liga 1972/1973 | -      | -    | SONP Kladno       |
| 2. československá fotbalová liga 1974/1975 | -      | -    | SONP Kladno       |
| Česká národní fotbalová liga 1978/1979     | -      | -    | Poldi SONP Kladno |
| CELKEM 1. liga                             | 35     | 1    |                   |